# Drew Weissman
Drew Weissman (Lexington, 7 de septiembre de 1959) es un inmunólogo estadounidense de la Universidad de Pensilvania. Su trabajo con Katalin Karikó —en particular sobre el ARNm modificado con nucleósidos— se considera fundamental para el desarrollo de las vacunas de ARN. Fue galardonado junto a Katalin Karikó con el Premio Nobel de Fisiología o Medicina en 2023 por desarrollar vacunas de ARNm eficaces contra la COVID-19 durante la pandemia mundial, por «descubrimientos innovadores [que] han cambiado fundamentalmente nuestra comprensión de cómo interactúa el ARNm con nuestro sistema inmunológico».

## Biografía
Weissman nació en el seno de una familia judía en Lexington, Massachusetts. En 1981 obtuvo una licenciatura y un máster combinados en Bioquímica y Enzimología en la Universidad de Brandeis en 1981. En 1987 obtuvo un doctorado y un máster combinados en Inmunología y Microbiología en la Universidad de Boston. Tras completar su residencia en 1990 en el Hospital Beth Israel, en Boston, trabajó en los Institutos Nacionales de Salud, y en 1993 fue becario principal de Anthony Fauci en el Instituto Nacional de Alergias y Enfermedades Infecciosas.
Desde 1997, Weissman está vinculado a la Universidad de Pensilvania, donde se desempeña como profesor de medicina en la Escuela de Medicina Perelman. Su grupo de investigación se centra, entre otras cosas, en la importancia del ARN para el desarrollo de vacunas y la terapia génica y en la antigenicidad del VIH. Según la base de datos Scopus, Weissman tiene un índice h de 46 (enero de 2021).
Weissman, junto con Katalin Karikó, recibió el Premio Rosenstiel en 2020 y el Premio Princesa de Asturias de Investigación Científica y Técnica 2021, también junto con Karikó, Philip Felgner, Uğur Şahin, Özlem Türeci, Derrick Rossi y Sarah Gilbert por su contribución científica encaminada a enfrentar la pandemia de COVID-19 y que «de forma independiente, han contribuido al desarrollo de alguna de las vacunas aprobadas hasta la fecha, todas ellas basadas en diferentes estrategias, que tienen la proteína S como blanco común».